# Britney Spears Live from Las Vegas
Live from Las Vegas é o quarto álbum de vídeo da artista norte-americana Britney Spears, lançado em 22 de janeiro de 2002 pela Jive Records. A apresentação foi gravada durante os concertos de Spears da turnê Dream Within a Dream (2001-2002), na MGM Grand Garden Arena, em Las Vegas, Estados Unidos, nos dias 17 e 18 de novembro de 2001. Originalmente, o vídeo foi transmitido pela HBO, e mostra Spears cantando dezesseis canções entre coreografias de dança e trocas de figurino.

## Sinopse
Nos dias 17 e 18 de novembro de 2001, Britney Spears, levou sua a turnê Dream Within a Dream Tour à MGM Grand Garden Arena, em Las Vegas, nos Estados Unidos. A apresentação do dia 18 foi transmitida ao vivo na HBO, e posteriormente lançada em DVD, intitulado Britney Spears Live from Las Vegas, em 22 de janeiro de 2002, contendo imagens dos dois shows.
Durante o show, Britney é vista fazendo desde bungee jumping a interpretando uma bailarina de caixa de joias, de correndo por uma fileira de árvores em chamas até "cantando na chuva". Britney também é vista posando como uma aspirante a Janis Joplin, em uma sátira cômica do documentário "Making the Band".
Britney Spears Live from Las Vegas apresenta 16 dos maiores sucessos de Britney, de seus três álbuns multi-platina, ...Baby One More Time (1999), Oops!... I Did It Again (2000) e seu então mais recente lançamento, Britney (2001). O show é repleto de efeitos especiais e trocas de figurino.

## Recepção crítica
Britney Spears Live from Las Vegas  recebeu críticas positivas de críticos de música. Jeremy Conrad, do site IGN, elogiou a qualidade de áudio e vídeo, e deu ao lançamento uma nota seis de dez, afirmando que é "uma pontuação pouco acima da média".

## Desempenho comercial
Britney Spears Live from Las Vegas foi um sucesso comercial, alcançando o topo da parada estadunidense Top Music Videos em 2 de março de 2002. Internacionalmente, chegou ao topo das paradas de vídeo na Austrália e no México. o vídeo recebeu certificado de platina dupla pela Recording Industry Association of America (RIAA), denotando vendas de mais de 200.000 cópias, além de receber certificados de platina e de ouro na Austrália e no México, respectivamente.

## Prêmios e indicações
| Ano  | Prêmiação             | Categoria                                                                                              | Resultado | Ref.  |
| ---- | --------------------- | --- | --------- | ----- |
| 2002 | Primetime Emmy Award  | Melhor Direção Técnica, Trabalho de Câmera, Controle de Vídeo em uma Série Limitada, Filme ou Especial | Venceu    | [ 3 ] |
| 2003 | Japan Gold Disc Award | Vídeo Musical Internacional do Ano, Formato Longo                                                      | Venceu    | [ 4 ] |

## Lista de faixas
| Britney Spears Live from Las Vegas – Edição norte-americana |                                                                                  |                                                                                   |         |  |
| N.º                                                         | Título                                                                           | Compositor(es)                                                                    | Duração |  |
| 1.                                                          | "Dream Within a Dream" (Vídeo introdutório)                                      |                                                                                   | 4:39    |  |
| 2.                                                          | "Oops!... I Did It Again" (Versão rock)                                          | Max Martin Rami Yacoub                                                            | 3:57    |  |
| 3.                                                          | "(You Drive Me) Crazy"                                                           | Jörgen Elofsson Per Magnusson David Kreuger Martin                                | 4:03    |  |
| 4.                                                          | "It Was All in Your Mind" (Interlúdio de dança)                                  |                                                                                   | 1:50    |  |
| 5.                                                          | "Overprotected"                                                                  | Martin Yacoub                                                                     | 3:50    |  |
| 6.                                                          | "Storytime" (Interlúdio de vídeo)                                                |                                                                                   | 2:11    |  |
| 7.                                                          | "Medley: "Born to Make You Happy" / "Lucky" / "Sometimes" / Storytime (Reprise)" | Kristian Lundin Andreas Carlsson Martin Yacoub Alexander Kronlund Jörgen Elofsson | 6:06    |  |
| 8.                                                          | "Boys"                                                                           | Chad Hugo Pharrell Williams                                                       | 3:32    |  |
| 9.                                                          | "Stronger"                                                                       | Martin Yacoub                                                                     | 4:12    |  |
| 10.                                                         | "Army Force" (Interlúdio)                                                        |                                                                                   | 5:17    |  |
| 11.                                                         | "I'm Not a Girl, Not Yet a Woman"                                                | Martin Yacoub Dido Armstrong                                                      | 4:16    |  |
| 12.                                                         | "Making the Band" (Interlúdio de vídeo)                                          | Roberts Donna Weiss                                                               | 3:40    |  |
| 13.                                                         | "I Love Rock 'n' Roll"                                                           | Alan Merrill Jake Hooker                                                          | 2:44    |  |
| 14.                                                         | "R&R Outro"                                                                      |                                                                                   | 1:38    |  |
| 15.                                                         | "What's It's Like to Be Me"                                                      | Justin Timberlake Wade J. Robson                                                  | 2:56    |  |
| 16.                                                         | "Lonely"                                                                         | Britney Spears Josh Schwartz Brian Kierulf Rodney 'Darkchild' Jerkins             | 3:33    |  |
| 17.                                                         | "Breakdown" (Interlúdio de preformance)                                          |                                                                                   | 3:42    |  |
| 18.                                                         | "Don't Let Me Be the Last to Know"                                               | Robert John "Mutt" Lange Shania Twain Keith Scott                                 | 4:42    |  |
| 19.                                                         | "Crayola World" (Interlúdio de vídeo)                                            |                                                                                   | 0:45    |  |
| 20.                                                         | "Anticipating"                                                                   | Spears Josh Schwartz Kierulf                                                      | 4:33    |  |
| 21.                                                         | "I'm a Slave 4 U"                                                                | Chad Hugo Williams Spears                                                         | 8:48    |  |
| 22.                                                         | "...Baby One More Time" (Remix)                                                  | Martin                                                                            | 6:05    |  |
| 23.                                                         | "Créditos"                                                                       |                                                                                   | 2:51    |  |
| Duração total:                                              | Duração total:                                                                   | Duração total:                                                                    | 89:51   |  |

| Britney Spears Live from Las Vegas – Conteúdo bônus da edição internacional |                                   |                         |                  |         |  |
| N.º                                                                         | Título                            | Compositor(es)          | Diretor(es)      | Duração |  |
| 1.                                                                          | "I'm a Slave 4 U" (videoclipe)    | Hugo Williams Spears    | Francis Lawrence | 3:31    |  |
| 2.                                                                          | "Overprotected" (videoclipe)      | Martin Yacoub           | Chris Applebaum  | 4:01    |  |
| 3.                                                                          | "I'm Not a Girl, Not Yet a Woman" | Martin Yacoub Armstrong | Wayne Isham      | 3:53    |  |
| 4.                                                                          | "Crossroads" (Trailer)            |                         |                  | 1:20    |  |
| Duração total:                                                              | Duração total:                    | Duração total:          | Duração total:   | 12:45   |  |

Notas
- "Storytime" contém elementos de "From the Bottom of My Broken Heart" e "Born to Make You Happy".
- "Making the Band" contém trechos de "Who Let the Dogs Out?", "Music" e "I Love Rock 'n' Roll".

## Paradas
| Chart                                | Empresa        | Posição | Certificado | Vendas   |
| ------------------------------------ | -------------- | ------- | ----------- | -------- |
| U.S. Billboard Top Music Video Sales | Billboard/RIAA | 1       | 2x Platina  | 200,000+ |
| Mexican Music Video Chart            | AMPROFON       | 5       | Ouro        | 10,000+  |
| Australian Music DVD Chart           | ARIA           | 1       | Platina     | 15,000+  |

## Créditos
- Britney Spears - Vocal/Dançarina
- Skip Dorsey - Guitarra
- Slim Hammett - bateria
- Freddy Molling - Baixo
- Dan Kenny - Teclados
- Mike Sahagian - Teclados
- Keanna Hanson - Back Vocals
- Annette Stamatelatos - Back Vocals
- Nancy Anderson - Dançarina
- Andre Fuentes - Dançarino
- Aminah Abidul Jullil - Dançarina
- Brooke Lipton - Dançarina
- Cecileo Moctezuma - Dançarino
- Gabriel Paige - Dançarino
- Angela Randel - Dançarina
- Jesse Santos - Dançarino
- Ashley Edner - Atriz
- Jon Voight - Ator